# Humberto Aqueveque
Humberto Antonio Aqueveque Díaz (Cauquenes, 24 de julio de 1980) es un abogado, administrador público y político chileno, militante del Partido Socialista de Chile (PS). Desde el 11 de marzo de 2022 se desempeña como Delegado Presidencial Regional de la Región del Maule, bajo el gobierno del presidente Gabriel Boric.
Entre 2014 y 2018 fue jefe de gabinete de la Gobernación Provincial de Cauquenes.

## Familia y estudios
Nacido y criado en la comuna de Cauquenes, es hijo de la profesora y contadora María Angélica Díaz y de un feriante y dirigente sindical.
Cursó sus estudios básicos en la Escuela Número 1 de Cauquenes, posteriormente se traslada al Liceo Inmaculada Concepción, donde completó su enseñanza media. Ingresa a estudiar derecho a la Universidad Central de Chile, de donde se recibe como abogado. Es también administrador público del Instituto Profesional Iplacex.
Es soltero y sin hijos.

## Actividad pública

### Primeros años
En 1998 ingresa a la Juventud Socialista (JS). Durante dicha época fue miembro del centro de alumnos de la Escuela de Derecho y de la Federación de Estudiantes de la Universidad Central.
El año 2012 se postula como candidato a concejal por la comuna de Cauquenes, sin ser electo logra el 3,68% de los votos válidamente emitidos.

### Segundo gobierno de Michelle Bachelet
Desde marzo de 2014 desempeñó el cargo de jefe de gabinete de la Gobernación de la Provincia de Cauquenes, nombrado por el gobernador Gerardo Villagra (PS). Dejó la responsabilidad el 11 de marzo de 2018, al finalizar el gobierno de Michelle Bachelet y por ende el mandato de Villagra.
Tras su paso por la Gobernación Provincial de Cauquenes, el año 2021, es inscrito como candidato a consejero regional por dicha provincia logrando el 5,68% de los sufragios, sin ser electo.

### Delegado Presidencial Regional
El 11 de marzo asume como Delegado Presidencial Regional del Maule tras ser nombrado por el presidente Gabriel Boric, así Aqueveque se transformó en la segunda persona en ocupar el cargo tras su creación en 2021.

## Historial electoral

### Elecciones municipales de 2012
- Elecciones municipales de 2012, para el concejo municipal de Cauquenes.

| Candidato                | Pacto                    | Partido | Votos | %    | Resultado |
| ------------------------ | ------------------------ | ------- | ----- | ---- | --------- |
| Felipe Vera Rodríguez    | Coalición                | UDI     | 1 704 | 8,43 | Concejal  |
| María Burgoa León        | Coalición                | RN      | 1 680 | 8,31 | Concejala |
| Domingo Leiva Mena       | Concertación Democrática | PS      | 1 475 | 7,30 | Concejal  |
| Luis Vignolo Moya        | Coalición                | RN      | 1 382 | 6,84 | Concejal  |
| Manuel Vergara del Río   | Coalición                | RN      | 1 364 | 6,75 |           |
| Alejandra Concha Urrutia | Coalición                | UDI     | 1 353 | 6,70 |           |
| Cesar Aravena Espinoza   | Concertación Democrática | PDC     | 1 348 | 6,67 | Concejal  |
| Mónica González Díaz     | Concertación Democrática | PS      | 1 255 | 6,21 |           |
| Luis Ceroni García       | Por un Chile Justo       | PPD     | 919   | 4,55 | Concejal  |
| Sergio Pérez Pérez       | Concertación Democrática | PDC     | 908   | 4,49 |           |
| Aura Henríquez Sheward   | Coalición                | UDI     | 906   | 4,48 |           |
| Claudia Amigo González   | El Cambio por Ti         | PRO     | 901   | 4,46 |           |
| Maritza Torres Araya     | El Cambio por Ti         | PRO     | 779   | 3,86 |           |
| Mario Matus Aedo         | Por un Chile Justo       | PRSD    | 758   | 3,75 |           |
| Humberto Aqueveque Díaz  | Concertación Democrática | PS      | 744   | 3,68 |           |

### Elecciones de consejeros regionales de 2021
- Elecciones de consejero regional de 2021, por la circunscripción provincial de Cauquenes (Cauquenes, Chanco y Pelluhue)[3]

| Candidato                     | Pacto                                            | Partido | Votos | %     | Resultados         |
| ----------------------------- | ------------------------------------------------ | ------- | ----- | ----- | ------------------ |
| Juan Andrés Muñoz Saavedra    | Chile Vamos Renovación Nacional - Independientes | RN      | 5 459 | 25,28 | Consejero regional |
| María del Carmen Pérez Donoso | Democracia Ciudadana                             | PDC     | 3 945 | 18,27 |                    |
| Daniel Bustos Leal            | Chile Vamos UDI - Independientes                 | ILAD    | 2 986 | 13,83 | Consejero regional |
| Matías Ceballos Pradenas      | Chile Vamos UDI - Independientes                 | UDI     | 2 406 | 11,14 |                    |
| Humberto Aqueveque Díaz       | Unidad Constituyente                             | PS      | 1 227 | 5,68  |                    |
| José Aníbal Pérez Meza        | Unidad Constituyente                             | ILAG    | 1 207 | 5,59  |                    |
| Luis Recabal Recabal          | Partido de la Gente                              | PDG     | 962   | 4,45  |                    |
| José Asquet Jaque             | Por un Chile Digno                               | PCCh    | 740   | 3,43  |                    |
| Alejandro Sánchez Fuenzalida  | Chile Vamos Renovación Nacional - Independientes | RN      | 684   | 3,17  |                    |